# Psychoda inaequalis
Psychoda inaequalis är en tvåvingeart som beskrevs av Satchell 1950. Psychoda inaequalis ingår i släktet Psychoda och familjen fjärilsmyggor. Inga underarter finns listade i Catalogue of Life.